# Butilhidroxitoluen
Butilhidroxitoluenul (BHT sau E321) este un compus organic lipofil derivat de fenol care este utilizat adesea în industria alimentară și mai rar în industria farmaceutică pentru efectul său antioxidant. Fiind lipofil, este adăugat în produsele care conțin multe grăsimi sau care sunt foarte grase, pentru a preveni râncezirea acestora.

## Obținere
Sinteza la nivel industrial a butilhidroxitoluenului presupune o reacție dintre p-crezol (4-metilfenol) și izobutilenă (2-metilpropenă), această reacție fiind catalizată de acid sulfuric:
{\displaystyle {\ce {CH3(C6H4)OH + 2 CH2=C(CH3)2 -> ((CH3)3C)2CH3C6H2OH}}}